# Norton Hawkfield
Norton Hawkfield – przysiółek w Anglii, w Somerset, w dystrykcie (unitary authority) Bath and North East Somerset, w civil parish Norton Malreward. W 1891 roku civil parish liczyła 48 mieszkańców.